# Romano Prodi
Romano Prodi (n. 9 august 1939, Scandiano, Emilia-Romagna, Italia) este un politician social-democrat italian.
A absolvit Universitatea Catolică din Milano în 1961.
A exercitat funcția de președinte al Consiliului de Miniștri italian de la 18 mai 1996 la 9 octombrie 1998, succedându-l pe Lamberto Dini și fiind înlocuit de Massimo D'Alema.
După septembrie 1999 a devenit președinte al Comisiei Europene. Mandatul trebuia să se încheie la 1 noiembrie 2004, însă din cauza unor probleme la constituirea Comisiei Barroso termenul a fost extins până la 22 noiembrie 2004.
Din 2007 până în 2008 a fost președintele Partidului Democrat.